# Liga de Campeones de la CAF 2007
La Liga de Campeones de la CAF 2007, fue 43.ª edición de la Liga de Campeones de la CAF, el torneo más importante a nivel de clubes de África. Étoile du Sahel de Túnez se consagró campeón por primera vez, al vencer en la final al Al-Ahly de Egipto por un marcador global de 3-1. Y logró clasificar para la Copa Mundial de Clubes de la FIFA 2007 representando a la CAF.

## Ronda Clasificatoria

### Ronda Preliminar
Los partidos de ida fueron jugados entre el 26 y 28 de enero de 2007.

Los partidos de vuelta fueron jugados entre el 9 y 11 de febrero de 2007.
| Equipo 1           | Agr.        | Equipo 2               | Ida | Vuelta |
| ------------------ | ----------- | ---------------------- | --- | ------ |
| Highlanders        | 1–1 (9–8 p) | Pamplemousses SC       | 1–0 | 0–1    |
| Mamelodi Sundowns  | 6–2         | Royal Leopards         | 4–2 | 2–0    |
| JS Saint-Pierroise | w/o         | Desportivo de Maputo   | 1   |        |
| Zamalek SC         | 5–1         | Vital'O FC             | 4–1 | 1–0    |
| Al-Hilal           | 6–0         | Polisi                 | 4–0 | 2–0    |
| Asante Kotoko      | 1–1 (2–4 p) | Gambia Ports Authority | 1–0 | 0–1    |
| ASFA Yennenga      | 1–3         | Nasarawa United        | 1–1 | 0–2    |
| Fello Star         | 0–4         | SC Praia               | 0–1 | 0–32   |
| ASC Diaraf         | 1–2         | Maranatha              | 1–0 | 0–2    |
| Saint Eloi Lupopo  | 1–4         | APR FC                 | 1–2 | 0–2    |
| USM Alger          | 3–3 (a)     | AS-FNIS                | 3–1 | 0–2    |
| Al-Ittihad Tripoli | 4–0         | Mogas 90 FC            | 3–0 | 1–0    |
| Canon Yaoundé      | 1–2         | Étoile du Congo        | 1–0 | 0–2    |
| Saint-George SA    | w/o         | Super ESCOM            | 3   |        |
| Wydad Casablanca   | 5–2         | ASC Mauritel Mobile FC | 4–0 | 1–2    |
| Stade Malien       | 1–4 4       | AS Douanes             | 1–2 | 0–2    |
| Ocean Boys FC      | 0–1         | Kallon                 | 0–0 | 0–1    |
| Petro de Luanda    | 2–1         | FC Civics              | 1–0 | 1–1    |
| Young Africans FC  | 5–1         | AJSM                   | 5–1 | 5      |
| Likhopo            | 0–1         | Zanaco FC              | 0–0 | 0–1    |
| Espérance de Tunis | 6–1         | Renaissance FC         | 4–0 | 2–1    |
| Renacimiento FC    | 0–2         | Ashanti Gold SC        | 0–1 | 0–1    |
| TP Mazembe         | 7–2         | Police XI              | 3–0 | 4–2    |
| AS ADEMA           | 3–0         | Anse Réunion FC        | 0–0 | 3–0    |
| JS Kabylie         | 5–2         | Os Balantas            | 3–1 | 2–1    |
| 1º de agosto       | 1–2         | AS Mangasport          | 0–1 | 1–1    |
| Coton Sport FC     | 3–0         | URA                    | 3–0 | 0–0    |
| Séwé Sports        | 3–2         | Mighty Barrolle        | 3–1 | 0–1    |

1 JS Saint-Pierroise abandonó el torneo por los altos costos del viaje; fue vetado por la CAF por 3 años de todas sus competiciones y multado con $3500.

2 SC Praia se rehusó a viajar por la violenta guerra civil y huelga general en Guinea. 

3 Super ESCOM se retiró del torneo. 

4 AS Douanes fue expulsado del torneo por alinear a un jugador no inscrito. 

5 Se jugó a un partido porque el AJSM no tenía la cancha con reconocimiento internacional.

### Primera Ronda
Los Juegos de ida se jugaron del 2 al 4 de marzo de 2007.

Los Juegos de vuelta se jugaron del 16 al 18 de marzo de 2007.
| Equipo 1                   | Agr.        | Equipo 2               | Ida | Vuelta |
| -------------------------- | ----------- | ---------------------- | --- | ------ |
| Highlanders                | 0–2         | Al-Ahly                | 0–0 | 0–2    |
| Grupo Desportivo de Maputo | 1–3         | Mamelodi Sundowns      | 1–1 | 0–2    |
| Al-Hilal                   | 4–2         | El Zamalek             | 2–0 | 2–2    |
| Nasarawa United            | 4–2         | Gambia Ports Authority | 3–0 | 1–2    |
| Fello Star                 | 1–5         | Étoile du Sahel        | 0–1 | 1–4    |
| APR FC                     | 2–2         | Maranatha              | 2–0 | 0–21   |
| Al-Ittihad Tripoli         | 5–1         | AS-FNIS                | 4–1 | 1–0    |
| Saint-George SA            | 1–2         | Étoile du Congo        | 1–0 | 0–2    |
| Stade Malien               | 1–3         | Wydad Casablanca       | 0–0 | 1–3    |
| Kallon                     | 1–3         | ASEC Mimosas           | 0–1 | 1–2    |
| Young Africans FC          | 3–2         | Petro de Luanda        | 3–0 | 0–2    |
| Espérance de Tunis         | 6–1         | Zanaco FC              | 2–0 | 4–1    |
| Ashanti Gold SC            | 2–2 (6–7 p) | FAR Rabat              | 2–0 | 0–2    |
| AS ADEMA                   | 3–5         | TP Mazembe             | 2–2 | 1–4    |
| AS Mangasport              | 3–4         | JS Kabylie             | 3–1 | 0–3    |
| Séwé Sports                | 1–4         | Coton Sport FC         | 1–0 | 0–4    |

1El juego fue abandonado en el minuto 82 cuando Maranatha FC ganaba 2-0 luego de que el APR FC abandonara protestando un penal en contra; APR FC fue expulsado de la competición y vetado por la CAF en todas sus competiciones por 3 años.

### Octavos de final
Los juegos de ida fueron entre el 6 y el 8 de abril de 2007.

Los juegos de vuelta fueron entre el 20 y el 22 de abril de 2007.
| Equipo 1           | Agr.        | Equipo 2           | Ida | Vuelta |
| ------------------ | ----------- | ------------------ | --- | ------ |
| Mamelodi Sundowns  | 2–4         | Al-Ahly            | 2–2 | 0–2    |
| Nasarawa United    | 3–3 (2–3 p) | Al-Hilal           | 3–0 | 0–3    |
| Maranatha          | 0–3         | Étoile du Sahel    | 0–0 | 0–3    |
| Étoile du Congo    | 3–3 (a)     | Al-Ittihad Tripoli | 3–1 | 0–2    |
| ASEC Mimosas       | 2–0         | Wydad Casablanca   | 2–0 | 0–0    |
| Espérance de Tunis | 3–0         | Young Africans FC  | 3–0 | 0–0    |
| TP Mazembe         | 1–2         | FAR Rabat          | 1–0 | 0–2    |
| Coton Sport FC     | 1–2         | JS Kabylie         | 1–0 | 0–2    |

## Fase de grupos
|  | Equipos clasificados a semifinales |

### Grupo A
| Club            | Pts. | PJ | PG | PE | PP | GF | GC | Dif. |
| --------------- | ---- | -- | -- | -- | -- | -- | -- | ---- |
| Étoile du Sahel | 11   | 6  | 3  | 2  | 1  | 6  | 2  | +4   |
| Al Ittihad      | 10   | 6  | 3  | 1  | 2  | 6  | 4  | +2   |
| Kabylie         | 7    | 6  | 2  | 1  | 3  | 6  | 8  | -2   |
| FAR Rabat       | 5    | 6  | 1  | 2  | 3  | 2  | 6  | -4   |

| 22 de julio de 2007 | Al Ittihad | 1–0     | JS Kabylie | June 11 Stadium,, Trípoli, Libia                 |                                                  |
|                     | Camara 83' | Reporte |            | Asistencia: 25 000 espectadores Árbitro(s): Sowe | Asistencia: 25 000 espectadores Árbitro(s): Sowe |

| 23 de julio de 2007 | FAR Rabat | 0–1     | Étoile du Sahel | Stade Moulay Abdellah, Rabat, Marruecos               |                                                       |
|                     |           | Reporte | Ben Frej 70'    | Asistencia: 32 000 espectadores Árbitro(s): Coulibaly | Asistencia: 32 000 espectadores Árbitro(s): Coulibaly |

| 6 de julio de 2007 | JS Kabylie           | 2–0     | FAR Rabat | Stade 1º Novembre, Tizi Ouzou, Argelia |                    |
|                    | Dabo 29' (pen.), 44' | Reporte |           | Árbitro(s): Codjia                     | Árbitro(s): Codjia |

| 7 de julio de 2007 | Étoile du Sahel | 0–0     | Al Ittihad | Stade Olympique, Sahel, Túnez |                  |
|                    |                 | Reporte |            | Árbitro(s): Pare              | Árbitro(s): Pare |

| 21 de julio de 2007 | FAR Rabat      | 1–0     | Al Ittihad | Stade Moulay Abdellah, Rabat, Marruecos |                    |
|                     | Ouadouch 90+3' | Reporte |            | Árbitro(s): Imiere                      | Árbitro(s): Imiere |

| 21 de julio de 2007 | Étoile du Sahel                                 | 3–0     | JS Kabylie | Stade Olympique, Sahel, Túnez |                     |
|                     | Chermiti 1' · Ben Mohamed 48' · Silva Alves 53' | Reporte |            | Árbitro(s): Louzaya           | Árbitro(s): Louzaya |

| 3 de agosto de 2007 | Al Ittihad               | 2–0 | FAR Rabat | June 11 Stadium, Trípoli, Libia |                          |
|                     | Shibani 44' · Rewani 61' |     |           | Árbitro(s): Abd El Fatah        | Árbitro(s): Abd El Fatah |

| 3 de agosto de 2007 | JS Kabylie | 0–2 | Étoile du Sahel               | Stade 1º Novembre, Tizi Ouzou, Argelia |                    |
|                     |            |     | Ogunbiyi 46' · Chermiti 90+2' | Árbitro(s): Khalid                     | Árbitro(s): Khalid |

| 17 de agosto de 2007 | JS Kabylie                           | 3–1 | Al Ittihad | Stade 1º Novembre, Tizi Ouzou, Argelia |                    |
|                      | Athmani 22' · Hemani 54' · Saïbi 69' |     | Rewani 19' | Árbitro(s): Sharaf                     | Árbitro(s): Sharaf |

| 18 de agosto de 2007 | Étoile du Sahel | 0–0 | FAR Rabat | Stade Olympique, Sahel, Túnez |  |
|                      |                 |     |           | Árbitro(s): Kotey             |  |

| 1 de septiembre de 2007 | Al Ittihad                      | 2–0 | Étoile du Sahel | June 11 Stadium, Trípoli, Libia |                     |
|                         | Shibani 14' · Rewani 58' (pen.) |     |                 | Árbitro(s): Djaoupe             | Árbitro(s): Djaoupe |

| 1 de septiembre de 2007 | FAR Rabat           | 1–1 | JS Kabylie | Stade Moulay Abdellah, Rabat, Marruecos |                   |
|                         | Benkasou 22' (pen.) |     | Derrag 85' | Árbitro(s): Abdou                       | Árbitro(s): Abdou |

### Grupo B
| Club         | Pts. | PJ | PG | PE | PP | GF | GC | Dif. |
| ------------ | ---- | -- | -- | -- | -- | -- | -- | ---- |
| Al-Ahly      | 12   | 6  | 4  | 0  | 2  | 8  | 4  | +4   |
| Al Hilal     | 10   | 6  | 3  | 1  | 2  | 8  | 5  | +3   |
| ASEC Mimosas | 7    | 6  | 2  | 1  | 3  | 4  | 5  | -1   |
| Espérance    | 5    | 6  | 1  | 2  | 3  | 2  | 8  | -6   |

| 23 de junio de 2007 | Esperance | 0–0     | ASEC Mimosas | Stade El Menzah, Túnez, Túnez |                     |
|                     |           | Reporte |              | Árbitro(s): Maillet           | Árbitro(s): Maillet |

| 24 de junio de 2007 | Al Ahly                  | 2–0     | Al Hilal | Cairo Stadium, El Cairo, Egipto |                    |
|                     | Flavio 84' · Hosny 90+2' | Reporte |          | Árbitro(s): Diatta              | Árbitro(s): Diatta |

| 8 de julio de 2007 | Al Hilal       | 2–0     | Esperance | AlHilal Stadium, Omdurmán, Sudán                     |                                                      |
|                    | Eze 29', 90+2' | Reporte |           | Asistencia: 40,000 espectadores Árbitro(s): Ssegonga | Asistencia: 40,000 espectadores Árbitro(s): Ssegonga |

| 8 de julio de 2007 | ASEC Mimosas | 0–1     | Al Ahly        | Stade Félix Houphouët-Boigny, Abiyán, Costa de Marfil |                     |
|                    |              | Reporte | Aboutreika 40' | Árbitro(s): Marange                                   | Árbitro(s): Marange |

| 20 de julio de 2007 | Al Ahly                                 | 3–0     | Esperance | Cairo Stadium, El Cairo, Egipto                      |                                                      |
|                     | Aboutreika 12' · Flavio 77' · Hosny 85' | Reporte |           | Asistencia: 30,000 espectadores Árbitro(s): Haimoudi | Asistencia: 30,000 espectadores Árbitro(s): Haimoudi |

| 22 de julio de 2007 | Al Hilal              | 2–1     | ASEC Mimosas | AlHilal Stadium, Omdurmán, Sudán                      |                                                       |
|                     | Eze 12' · Mohamed 90' | Reporte | Idrissu 52'  | Asistencia: 40,000 espectadores Árbitro(s): El Arjoun | Asistencia: 40,000 espectadores Árbitro(s): El Arjoun |

| 4 de agosto de 2007 | Esperance    | 1–0 | Al Ahly | Stade Rades, Túnez, Túnez |                   |
|                     | Kasdaoui 38' |     |         | Árbitro(s): Ncobo         | Árbitro(s): Ncobo |

| 5 de agosto de 2007 | ASEC Mimosas | 1–0 | Al Hilal | Stade Félix Houphouët-Boigny, Abiyán, Costa de Marfil |                   |
|                     | N'Gossan 30' |     |          | Árbitro(s): Evehe                                     | Árbitro(s): Evehe |

| 19 de agosto de 2007 | Al Hilal                         | 3–0 | Al Ahly | AlHilal Stadium, Omdurmán, Sudán |                     |
|                      | Khan 56' · Korongo 67' · Eze 85' |     |         | Árbitro(s): Benouza              | Árbitro(s): Benouza |

| 19 de agosto de 2007 | ASEC Mimosas                  | 2–0 | Esperance | Stade Félix Houphouët-Boigny, Abiyán, Costa de Marfil |                         |
|                      | Zaïem 60' (o.g.) · Diarra 78' |     |           | Árbitro(s): Hicuburundi                               | Árbitro(s): Hicuburundi |

| 2 de septiembre de 2007 | Esperance  | 1–1 | Al Hilal       | Stade El Menzah, Túnez, Túnez |                  |
|                         | Ltaief 41' |     | Eze 44' (pen.) | Árbitro(s): Paré              | Árbitro(s): Paré |

| 2 de septiembre de 2007 | Al Ahly                     | 2–0 | ASEC Mimosas | Cairo Stadium, El Cairo, Egipto |                     |
|                         | Flavio 76' · Aboutreika 90' |     |              | Árbitro(s): Guezzaz             | Árbitro(s): Guezzaz |

## Ronda Final
|  | Semifinales       | Semifinales     | Semifinales       |         |                  | Final           | Final | Final |  |
|  |                   |                 |                   |         |                  |                 |       |       |  |
|  |                   |                 |                   |         |                  |                 |       |       |  |
|  | Bandera de Sudán  | Al Hilal        | 3                 |         |                  |                 |       |       |  |
|  | Bandera de Sudán  | Al Hilal        | 3                 |         |                  |                 |       |       |  |
|  | Bandera de Túnez  | Étoile du Sahel | 4                 |         |                  |                 |       |       |  |
|  | Bandera de Túnez  | Étoile du Sahel | 4                 |         | Bandera de Túnez | Étoile du Sahel | 3     |       |  |
|  |                   |                 |                   |         | Bandera de Túnez | Étoile du Sahel | 3     |       |  |
|  |                   |                 | Bandera de Egipto | Al-Ahly | 1                |                 |       |       |  |
|  | Bandera de Libia  | Al Ittihad      | Bandera de Egipto | Al-Ahly | 1                | 0               |       |       |  |
|  | Bandera de Libia  | Al Ittihad      |                   |         |                  | 0               |       |       |  |
|  | Bandera de Egipto | Al-Ahly         | 1                 |         |                  |                 |       |       |  |
|  | Bandera de Egipto | Al-Ahly         | 1                 |         |                  |                 |       |       |  |
|  |                   |                 |                   |         |                  |                 |       |       |  |

### Semifinales
Los juegos de ida fueron entre el 21 y 23 de septiembre y los juegos de vuelta entre el 5 y 7 de octubre.
| Equipo 1   | Agr. | Equipo 2        | Ida | Vuelta |
| ---------- | ---- | --------------- | --- | ------ |
| Al Hilal   | 3–4  | Étoile du Sahel | 2–1 | 1–3    |
| Al Ittihad | 0–1  | Al-Ahly         | 0–0 | 0–1    |

### Final
| Equipo 1        | Agr. | Equipo 2 | Ida | Vuelta |
| --------------- | ---- | -------- | --- | ------ |
| Étoile du Sahel | 3–1  | Al-Ahly  | 0–0 | 3–1    |

#### Ida
| 27-10-2007 | Étoile du Sahel | 0–0     | Al Ahly SC | Stade Olympique de Sousse, Sousse                        |                                                          |
|            |                 | Reporte |            | Asistencia: 25,000 espectadores Árbitro(s): Evehe Divine | Asistencia: 25,000 espectadores Árbitro(s): Evehe Divine |

#### Vuelta
| 9-11-2007 | Al Ahly SC    | 1–3     | Étoile du Sahel                           | Cairo International Stadium, Cairo                               |                                                                  |
|           | El-Nahhas 48' | Reporte | Gharbi 44' · Chermiti 90+3' · Narry 90+5' | Asistencia: 74,000 espectadores Árbitro(s): Abderrahim El Arjoun | Asistencia: 74,000 espectadores Árbitro(s): Abderrahim El Arjoun |

## Campeón
|                                   |
| Bandera de Túnez                  |
| Campeón Étoile du Sahel 1° título |

## Goleadores
| Lugar | Jugador                | Club               | Goles |
| ----- | ---------------------- | ------------------ | ----- |
| 1.º   | Trésor Mputu           | Mazembe            | 9     |
| 2.º   | Mohamed Amine Chermiti | Étoile du Sahel    | 8     |
| 2.º   | Ndubuisi Eze           | Al-Hilal           | 8     |
| 4.º   | Cheick Oumar Dabo      | Kabylie            | 7     |
| 4.º   | Salem Al Rewani        | Al-Ittihad         | 7     |
| 6.º   | Amine Ltaïef           | Espérance de Tunis | 6     |
| 7.º   | Kelechi Osunwa         | Al-Hilal           | 5     |
| 7.º   | Flavio Amado           | Al-Ahly            | 5     |